# The Adventures of Tweeny Witches
The Adventures of Tweeny Witches (tiếng Nhật: 魔法少女隊アルス Mahō Shōjotai Arusu)là bộ phim nói về thế giới phù thủy, thế giới của những phép mầu và bùa mê. Là tác phẩm của Keita Amamiya, dài 40 tập phim cùng với các tập Extra, bộ phim nói về câu chuyện cô bé Alice bị lạc vào thế giới Phù thủy đã gặp gỡ và làm quen với hai cô bạn Eva, Sheila. Phiêu lưu vào thế giới mới, Alice tỏ ra thích thú vì từ nhỏ, bố cô đã kể về những câu truyện thần thoại về Phù thủy. Alice luôn nghĩ và tin tưởng rằng ngày nào đó mình sẽ có pháp thuật để làm mọi người vui vẻ. Nhưng không phải vậy, khi đi lạc vào thế giới Phù thủy thì mọi chuyện khác hẳn, ngay cả Eva và Sheila cũng đều nói rằng học phép thuật là để khi gặp nguy hiểm, thực tế nó chẳng làm gì cho mọi người. Nhưng với lòng nhiệt huyết của mình, Alice đã chứng tỏ cho mọi người thấy họ đã sai. Bằng chính tình bạn và niềm hi vọng, cuối cùng, nhờ tia sáng hạnh phúc mà Alice mang đến đã cứu sống mọi người.
Giới thiệu nhân vật:
Alice: cô bé đến từ thế giới loài người, rất vui vẻ và hồn nhiên. Trong lúc lạc vào thế giới phù thủy, cô đã trải qua rất nhiều cuộc phiêu lưu kì thú.
Sheila: Cô bạn cứng đầu và nóng tính lúc đầu rất ghét Alice, nhưng sau này, nhờ ánh lửa tình bạn mà Alice mang lại cho cô,
Sheila rất thân với Alice
.
Eva: Là một Phù thủy nhỏ dễ thương, Eva rất nhu mì và hiền lành,cô luôn ủng hộ bạn thân là Alice và Sheila.
NHỮNG PHÙ THUỶ KHÁC
Ateria: Người có quyền năng không kém gì Nữ hoàng, Ateria cũng là ủng hộ Alice hết mình.
Nữ hoàng: Người cai quản tất cả các phù thủy, trừ các phù thủy ở Wizalts.
Bộ phim này đang trình chiếu trên kênh Animax.